# Everett (Washington)
Everett is een plaats (city) in de Amerikaanse staat Washington, en valt bestuurlijk gezien onder Snohomish County.

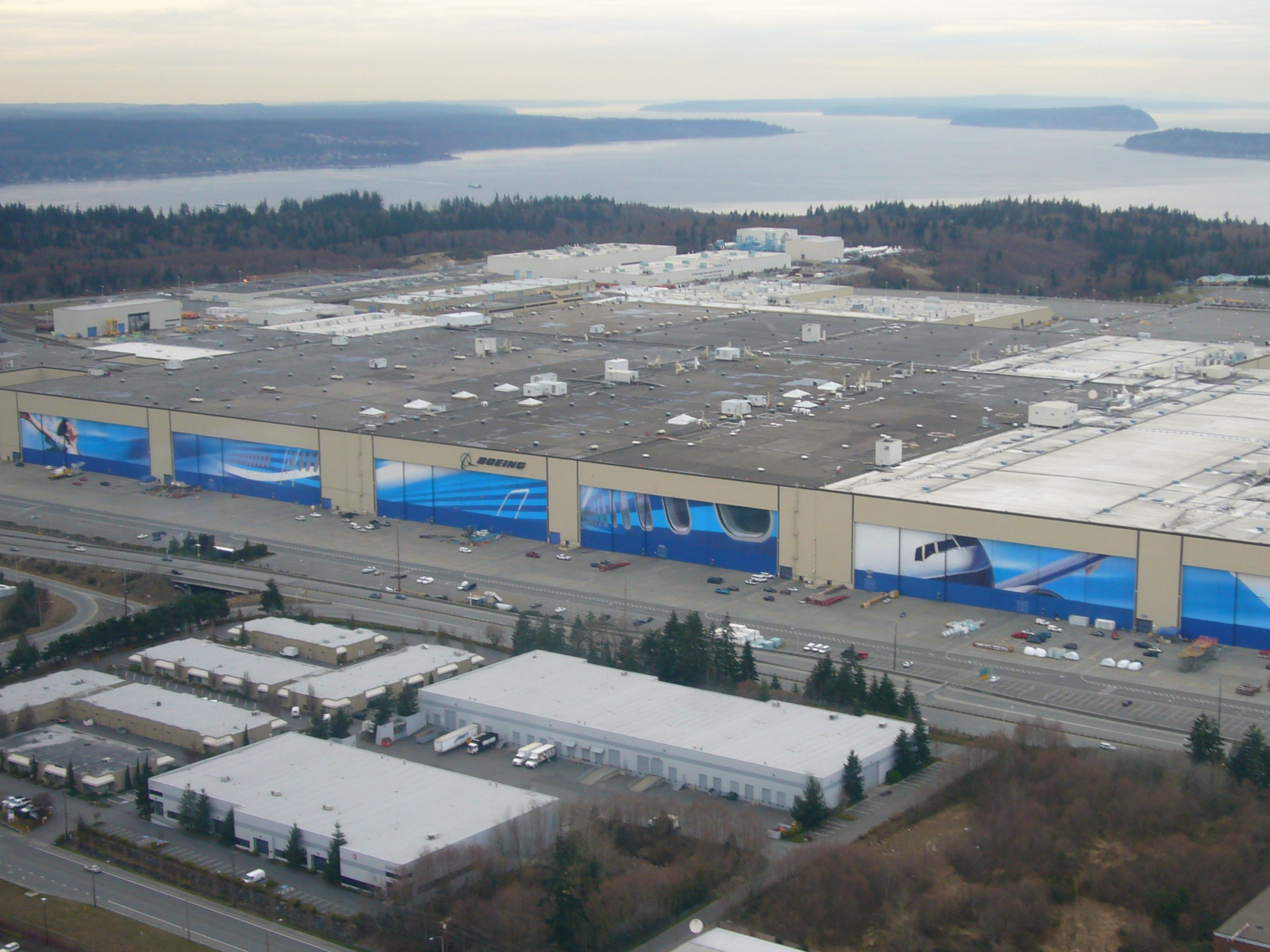
Boeing assemblagehallen in Everett

In Everett is de assemblagehal van Boeing gevestigd waar alle widebodytoestellen van de types 747, 767, 777 en 787 geassembleerd worden. Dit gebeurt in het grootste gebouw ter wereld (gerekend naar volume, 13,3 miljoen kubieke meter).
Daarvoor maakt Boeing gebruik van het vliegveld Paine Field. Hierdoor is het vliegveld veel groter dan voor alleen passagiersvervoer nodig zou zijn.
In Everett bevindt zich tevens de grootste jachthaven van de Westkust van de Verenigde Staten met 2300 vaste ligplaatsen.

## Demografie
Bij de volkstelling in 2000 werd het aantal inwoners vastgesteld op 91.488.
In 2006 is het aantal inwoners door het United States Census Bureau geschat op 98.514.

## Geografie
Volgens het United States Census Bureau beslaat de plaats een oppervlakte van
123,4 km², waarvan 84,2 km² land en 39,2 km² water. Everett ligt op ongeveer 140 m boven zeeniveau.

## Onderwijs
Sinds 2017 heeft Everett een vestiging van Washington State University.

## Plaatsen in de nabije omgeving
De onderstaande figuur toont nabijgelegen plaatsen in een straal van 12 km rond Everett.

## Geboren
- Mark L. Young (1991), acteur